# Водне поло на літніх Олімпійських іграх 1980

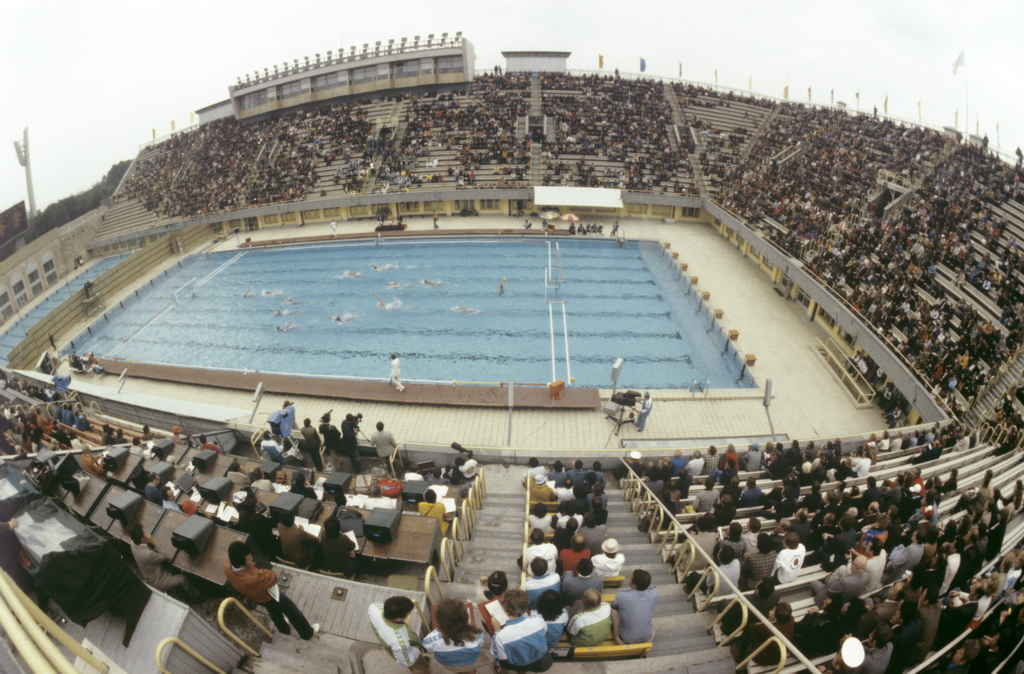
Відкритий басейн Центрального стадіону ім. Леніна під час змагань. Світлина РИА Новости

Змагання з водного поло на літніх Олімпійських іграх 1980 в Москві тривали з 20 до 29 липня в Басейні спорткомплексу Олімпійський і Відкритому басейні Центрального стадіону ім. Леніна. 12 чоловічих збірних розіграли 1 комплект нагород. Через бойкот Олімпійських ігор з боку країн західного блоку туди не поїхали деякі сильні збірні.
У попередньому раунді збірні поділили на три групи по чотири команди. Два перші місця з кожної групи сформували фінальну групу для визначення місць з 1-го по 6-те. Треті та четверті збірні сформували групу для визначення місць з 7-го по 12-те.

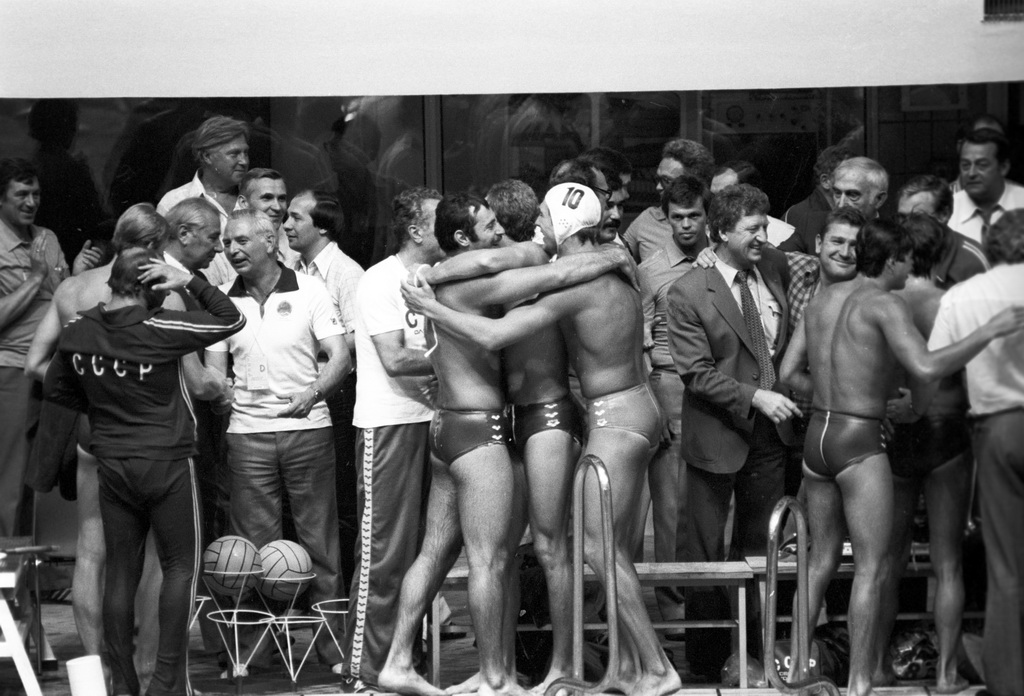
Вболівальники вітають збірну СРСР з перемогою. світлина РИА Новости

## Таблиця медалей
| Дисципліна | Золото | Срібло | Бронза |
| ---------- | --- | --- | --- |
| Чоловіки   | СРСР (URS) Володимир Акімов Оліксій Баркалов Євген Гришин Михайло Іванов Олександр Кабанов Сергій Котенко Гіоргі Мшвенієрадзе Майт Рійсман В'ячеслав Собченко Євген Шаронов Еркін Шагаєв | Югославія (YUG) Лука Везилич Зоран Гопчевич Дамир Полич Ратко Рудич Зоран Мустур Зоран Роє Миливой Бебич Слободан Трифунович Бошко Лозиця Предраг Манойлович Милорад Кривокапич | Угорщина (HUN) Ендре Мольнар Іштван Сівош, мол. Аттіла Шудар Дєрдь Герендаш Дєрдь Хоркаї Габор Цапо Іштван Удварді Ласло Кунц Тамаш Фараго Карой Хауслер Іштван Кішш |

## Кваліфікація
| Кваліфікація                   | Дата                      | Host            | К-ть місць | Кваліфікувалися                           |
| ------------------------------ | ------------------------- | --------------- | ---------- | ----------------------------------------- |
| Країна-господарка              | 23 жовтня 1974            | Відень          | 1          | СРСР                                      |
| Чемпіонат світу 1978           | 19–27 серпня 1978         | Західний Берлін | 6 4        | Італія Угорщина Югославія США Румунія ФРН |
| Міжконтинентальна кваліфікація | 28 квітня – 4 травня 1980 | Софія           | 5          | Іспанія Австралія Куба Нідерланди Греція  |
| Перерозподіл                   |                           |                 | 2          | Болгарія Швеція                           |
| Загалом                        |                           |                 | 12         |                                           |

## Підсумки

### Попередній раунд

#### Група A
| Поз | Команда    | І | В | Н | П | ГЗ | ГП | РГ | О | Кваліфікація          |
| --- | ---------- | - | - | - | - | -- | -- | -- | - | --------------------- |
| 1   | Угорщина   | 3 | 2 | 1 | 0 | 19 | 14 | +5 | 5 | Медальний раунд       |
| 2   | Нідерланди | 3 | 2 | 0 | 1 | 16 | 15 | +1 | 4 | Медальний раунд       |
| 3   | Румунія    | 3 | 1 | 1 | 1 | 15 | 15 | 0  | 3 | Класифікаційний раунд |
| 4   | Греція     | 3 | 0 | 0 | 3 | 16 | 22 | −6 | 0 | Класифікаційний раунд |

| 20 липня 1980 | Угорщина                                 | 6 – 6 | Румунія    | Відкритий басейн Центрального стадіону ім. Леніна |
| 20 липня 1980 | Рахунок за періодами: 2–2, 1–0, 1–3, 2–1 |       |            | Відкритий басейн Центрального стадіону ім. Леніна |
| 20 липня 1980 | Фараго 2                                 | Голів | Настасіу 3 | Відкритий басейн Центрального стадіону ім. Леніна |

| 20 липня 1980 | Греція                                   | –     | Нідерланди   |  |
| 20 липня 1980 | Рахунок за періодами: 1–1, 3–1, 2–2, 1–4 |       |              |  |
| 20 липня 1980 | троє гравців 2                           | Голів | Ван Зеланд 3 |  |

| 21 липня 1980 | Угорщина                                 | –     | Нідерланди     |  |
| 21 липня 1980 | Рахунок за періодами: 2–1, 2–0, 1–1, 0–1 |       |                |  |
| 21 липня 1980 | Фараго 2                                 | Голів | троє гравців 1 |  |

| 21 липня 1980 | Греція                                   | –     | Румунія           |  |
| 21 липня 1980 | Рахунок за періодами: 1–0, 0–2, 2–3, 1–1 |       |                   |  |
| 21 липня 1980 | Капралос 2                               | Голів | шестеро гравців 1 |  |

| 22 липня 1980 | Угорщина                                 | –     | Греція     |  |
| 22 липня 1980 | Рахунок за періодами: 1–0, 2–3, 3–0, 2–2 |       |            |  |
| 22 липня 1980 | троє гравців 2                           | Голів | Статакіс 4 |  |

| 22 липня 1980 | Румунія                                  | –     | Нідерланди  |  |
| 22 липня 1980 | Рахунок за періодами: 1–2, 2–1, 0–1, 0–1 |       |             |  |
| 22 липня 1980 | Рус 2                                    | Голів | Ландеверд 3 |  |

#### Група B
| Поз | Команда  | І | В | Н | П | ГЗ | ГП | РГ  | О | Кваліфікація          |
| --- | -------- | - | - | - | - | -- | -- | --- | - | --------------------- |
| 1   | СРСР (H) | 3 | 3 | 0 | 0 | 24 | 10 | +14 | 6 | Медальний раунд       |
| 2   | Іспанія  | 3 | 2 | 0 | 1 | 15 | 11 | +4  | 4 | Медальний раунд       |
| 3   | Італія   | 3 | 0 | 1 | 2 | 14 | 17 | −3  | 1 | Класифікаційний раунд |
| 4   | Швеція   | 3 | 0 | 1 | 2 | 8  | 23 | −15 | 1 | Класифікаційний раунд |

| 20 липня 1980 | Швеція                                   | –     | Іспанія    |  |
| 20 липня 1980 | Рахунок за періодами: 0–2, 1–1, 0–0, 2–4 |       |            |  |
| 20 липня 1980 | Стенберґ 2                               | Голів | Естіарте 4 |  |

| 20 липня 1980 | СРСР                                     | –     | Італія          |  |
| 20 липня 1980 | Рахунок за періодами: 4–3, 1–1, 1–2, 2–0 |       |                 |  |
| 20 липня 1980 | Іванов, Котенко 2                        | Голів | Де Маджистріс 4 |  |

| 21 липня 1980 | Швеція                                   | –     | Італія      |  |
| 21 липня 1980 | Рахунок за періодами: 2–1, 2–1, 0–1, 0–1 |       |             |  |
| 21 липня 1980 | Андерссон 3                              | Голів | Д'Анджело 2 |  |

| 21 липня 1980 | СРСР                                     | –     | Іспанія        |  |
| 21 липня 1980 | Рахунок за періодами: 0–1, 2–0, 0–1, 2–1 |       |                |  |
| 21 липня 1980 | Гришин 2                                 | Голів | троє гравців 1 |  |

| 22 липня 1980 | Швеція                                   | –     | СРСР      |  |
| 22 липня 1980 | Рахунок за періодами: 0–3, 1–2, 0–4, 0–3 |       |           |  |
| 22 липня 1980 | Карлстрем 1                              | Голів | Рійсман 3 |  |

| 22 липня 1980 | Іспанія                                  | –     | Італія             |  |
| 22 липня 1980 | Рахунок за періодами: 1–1, 2–0, 0–1, 2–2 |       |                    |  |
| 22 липня 1980 | Естіарте 2                               | Голів | Колліна, Сімеоні 2 |  |

#### Група C
| Поз | Команда   | І | В | Н | П | ГЗ | ГП | РГ  | О | Кваліфікація          |
| --- | --------- | - | - | - | - | -- | -- | --- | - | --------------------- |
| 1   | Югославія | 3 | 2 | 1 | 0 | 24 | 10 | +14 | 5 | Медальний раунд       |
| 2   | Куба      | 3 | 2 | 1 | 0 | 19 | 11 | +8  | 5 | Медальний раунд       |
| 3   | Австралія | 3 | 1 | 0 | 2 | 15 | 20 | −5  | 2 | Класифікаційний раунд |
| 4   | Болгарія  | 3 | 0 | 0 | 3 | 8  | 25 | −17 | 0 | Класифікаційний раунд |

| 20 липня 1980 | Югославія                                | –     | Куба   |  |
| 20 липня 1980 | Рахунок за періодами: 2–4, 1–1, 1–0, 2–1 |       |        |  |
| 20 липня 1980 | Рудич 2                                  | Голів | Діас 3 |  |

| 20 липня 1980 | Австралія                                | –     | Болгарія          |  |
| 20 липня 1980 | Рахунок за періодами: 1–0, 3–0, 2–3, 3–2 |       |                   |  |
| 20 липня 1980 | Ч. Тернер 6                              | Голів | п'ятеро гравців 1 |  |

| 21 липня 1980 | Югославія                                | –     | Болгарія       |  |
| 21 липня 1980 | Рахунок за періодами: 1–1, 2–0, 2–1, 4–0 |       |                |  |
| 21 липня 1980 | Гопчевич 3                               | Голів | Нанов, Попов 1 |  |

| 21 липня 1980 | Австралія                                | –     | Куба   |  |
| 21 липня 1980 | Рахунок за періодами: 1–2, 2–1, 1–1, 0–2 |       |        |  |
| 21 липня 1980 | Браянт, Ч. Тернер 2                      | Голів | Рісо 4 |  |

| 22 липня 1980 | Югославія                                | –     | Австралія       |  |
| 22 липня 1980 | Рахунок за періодами: 0–0, 3–0, 2–1, 4–1 |       |                 |  |
| 22 липня 1980 | Рудич 3                                  | Голів | Браянт, Нішам 1 |  |

| 22 липня 1980 | Куба                                     | –     | Болгарія |  |
| 22 липня 1980 | Рахунок за періодами: 0–0, 2–0, 2–1, 3–0 |       |          |  |
| 22 липня 1980 | Бенітес 2                                | Голів | Нанов 1  |  |

### Фінальний раунд

#### Група A
| Поз | Команда    | І | В | Н | П | ГЗ | ГП | РГ  | О  |
| --- | ---------- | - | - | - | - | -- | -- | --- | -- |
| 1   | СРСР (H)   | 5 | 5 | 0 | 0 | 34 | 21 | +13 | 10 |
| 2   | Югославія  | 5 | 3 | 1 | 1 | 34 | 32 | +2  | 7  |
| 3   | Угорщина   | 5 | 3 | 0 | 2 | 32 | 30 | +2  | 6  |
| 4   | Іспанія    | 5 | 2 | 0 | 3 | 28 | 31 | −3  | 4  |
| 5   | Куба       | 5 | 0 | 2 | 3 | 31 | 38 | −7  | 2  |
| 6   | Нідерланди | 5 | 0 | 1 | 4 | 26 | 33 | −7  | 1  |

| 24 липня 1980 | Угорщина                                 | –     | СРСР     |  |
| 24 липня 1980 | Рахунок за періодами: 2–2, 1–1, 1–2, 0–0 |       |          |  |
| 24 липня 1980 | Герендаш 3                               | Голів | Шагаєв 2 |  |

| 24 липня 1980 | Нідерланди                               | –     | Іспанія    |  |
| 24 липня 1980 | Рахунок за періодами: 1–1, 3–1, 2–2, 1–4 |       |            |  |
| 24 липня 1980 | Ландеверд, Вер 2                         | Голів | Естіарте 3 |  |

| 24 липня 1980 | Югославія                                | –     | Куба   |  |
| 24 липня 1980 | Рахунок за періодами: 1–1, 4–3, 1–1, 1–2 |       |        |  |
| 24 липня 1980 | Гопчевич 4                               | Голів | Рісо 4 |  |

| 25 липня 1980 | Угорщина                                 | –     | Югославія      |  |
| 25 липня 1980 | Рахунок за періодами: 2–3, 2–2, 0–1, 3–2 |       |                |  |
| 25 липня 1980 | Хоркаї 3                                 | Голів | троє гравців 2 |  |

| 25 липня 1980 | Нідерланди                               | –     | Куба   |  |
| 25 липня 1980 | Рахунок за періодами: 3–1, 2–2, 0–2, 2–2 |       |        |  |
| 25 липня 1980 | Ван Зеланд 3                             | Голів | Рісо 4 |  |

| 25 липня 1980 | СРСР                                     | –     | Іспанія   |  |
| 25 липня 1980 | Рахунок за періодами: 1–0, 1–1, 3–1, 1–0 |       |           |  |
| 25 липня 1980 | шестеро гравців 1                        | Голів | Кармона 2 |  |

| 26 липня 1980 | Угорщина                                 | –     | Іспанія    |  |
| 26 липня 1980 | Рахунок за періодами: 1–1, 2–0, 2–3, 1–1 |       |            |  |
| 26 липня 1980 | Фараго, Герендаш 2                       | Голів | Естіарте 3 |  |

| 26 липня 1980 | Нідерланди                               | –     | Югославія  |  |
| 26 липня 1980 | Рахунок за періодами: 0–1, 1–1, 0–2, 3–1 |       |            |  |
| 26 липня 1980 | Нордеґраф, Вер 2                         | Голів | Гопчевич 2 |  |

| 26 липня 1980 | СРСР                                     | –     | Куба              |  |
| 26 липня 1980 | Рахунок за періодами: 1–1, 1–1, 3–1, 3–2 |       |                   |  |
| 26 липня 1980 | троє гравців 2                           | Голів | п'ятеро гравців 1 |  |

| 28 липня 1980 | Угорщина                                 | –     | Куба              |  |
| 28 липня 1980 | Рахунок за періодами: 1–1, 1–3, 2–0, 3–1 |       |                   |  |
| 28 липня 1980 | Хоркаї 3                                 | Голів | п'ятеро гравців 1 |  |

| 28 липня 1980 | Нідерланди                               | –     | СРСР     |  |
| 28 липня 1980 | Рахунок за періодами: 0–1, 1–1, 1–3, 1–2 |       |          |  |
| 28 липня 1980 | троє гравців 1                           | Голів | Іванов 3 |  |

| 28 липня 1980 | Іспанія                                  | –     | Югославія         |  |
| 28 липня 1980 | Рахунок за періодами: 1–2, 1–1, 2–4, 2–0 |       |                   |  |
| 28 липня 1980 | Естіарте 3                               | Голів | Бебич, Гопчевич 2 |  |

| 29 липня 1980 | Угорщина                                 | –     | Нідерланди |  |
| 29 липня 1980 | Рахунок за періодами: 2–2, 2–1, 2–3, 2–1 |       |            |  |
| 29 липня 1980 | Фараго, Кунц 2                           | Голів | Вер 3      |  |

| 29 липня 1980 | СРСР                                     | –     | Югославія |  |
| 29 липня 1980 | Рахунок за періодами: 3–2, 2–2, 1–0, 2–3 |       |           |  |
| 29 липня 1980 | Котенко 3                                | Голів | Рудич 3   |  |

| 29 липня 1980 | Іспанія                                  | –     | Куба   |  |
| 29 липня 1980 | Рахунок за періодами: 2–2, 4–1, 1–2, 2–2 |       |        |  |
| 29 липня 1980 | Естіарте 5                               | Голів | Рісо 4 |  |

#### Група B
| Поз | Команда   | І | В | Н | П | ГЗ | ГП | РГ  | О |
| --- | --------- | - | - | - | - | -- | -- | --- | - |
| 7   | Австралія | 5 | 4 | 1 | 0 | 30 | 19 | +11 | 9 |
| 8   | Італія    | 5 | 4 | 0 | 1 | 26 | 18 | +8  | 8 |
| 9   | Румунія   | 5 | 3 | 1 | 1 | 36 | 26 | +10 | 7 |
| 10  | Греція    | 5 | 2 | 0 | 3 | 28 | 28 | 0   | 4 |
| 11  | Швеція    | 5 | 1 | 0 | 4 | 23 | 40 | −17 | 2 |
| 12  | Болгарія  | 5 | 0 | 0 | 5 | 25 | 37 | −12 | 0 |

| 24 липня 1980 | Румунія                                  | – | Італія |  |
| 24 липня 1980 | Рахунок за періодами: 1–1, 1–1, 1–1, 0–2 |   |        |  |

| 24 липня 1980 | Греція                                   | – | Швеція |  |
| 24 липня 1980 | Рахунок за періодами: 1–3, 4–0, 3–2, 1–0 |   |        |  |

| 24 липня 1980 | Австралія                                | – | Болгарія |  |
| 24 липня 1980 | Рахунок за періодами: 3–1, 2–2, 1–1, 2–1 |   |          |  |

| 25 липня 1980 | Румунія                                  | – | Австралія |  |
| 25 липня 1980 | Рахунок за періодами: 0–0, 0–1, 2–1, 2–2 |   |           |  |

| 25 липня 1980 | Греція                                   | – | Болгарія |  |
| 25 липня 1980 | Рахунок за періодами: 0–1, 2–1, 2–1, 2–1 |   |          |  |

| 25 липня 1980 | Італія                                   | – | Швеція |  |
| 25 липня 1980 | Рахунок за періодами: 3–1, 3–1, 0–0, 2–1 |   |        |  |

| 26 липня 1980 | Румунія                                  | – | Швеція |  |
| 26 липня 1980 | Рахунок за періодами: 1–1, 2–1, 1–1, 4–0 |   |        |  |

| 26 липня 1980 | Греція                                   | – | Австралія |  |
| 26 липня 1980 | Рахунок за періодами: 1–1, 0–1, 1–1, 0–1 |   |           |  |

| 26 липня 1980 | Італія                                   | – | Болгарія |  |
| 26 липня 1980 | Рахунок за періодами: 0–2, 2–0, 1–0, 2–2 |   |          |  |

| 28 липня 1980 | Румунія                                  | – | Болгарія |  |
| 28 липня 1980 | Рахунок за періодами: 0–0, 5–2, 2–1, 3–3 |   |          |  |

| 28 липня 1980 | Греція                                   | – | Італія |  |
| 28 липня 1980 | Рахунок за періодами: 1–1, 0–2, 2–0, 0–1 |   |        |  |

| 28 липня 1980 | Швеція                                   | – | Австралія |  |
| 28 липня 1980 | Рахунок за періодами: 1–2, 2–2, 0–2, 1–3 |   |           |  |

| 29 липня 1980 | Румунія                                  | – | Греція |  |
| 29 липня 1980 | Рахунок за періодами: 3–2, 3–2, 2–2, 3–2 |   |        |  |

| 29 липня 1980 | Італія                                   | – | Австралія |  |
| 29 липня 1980 | Рахунок за періодами: 1–1, 1–2, 1–1, 1–1 |   |           |  |

| 29 липня 1980 | Швеція                                   | – | Болгарія |  |
| 29 липня 1980 | Рахунок за періодами: 0–2, 3–1, 1–0, 4–3 |   |          |  |

## Підсумкове положення
| Місце | Team       |
| ----- | ---------- |
| 1     | СРСР       |
| 2     | Югославія  |
| 3     | Угорщина   |
| 4     | Іспанія    |
| 5     | Куба       |
| 6     | Нідерланди |
| 7     | Австралія  |
| 8     | Італія     |
| 9     | Румунія    |
| 10    | Греція     |
| 11    | Швеція     |
| 12    | Болгарія   |

| Олімпійські чемпіони 1980 |
| ------------------------- |
| СРСР Другий титул         |